# Cochliolepis reductus
Cochliolepis reductus is een slakkensoort uit de familie van de Tornidae. De wetenschappelijke naam van de soort is voor het eerst geldig gepubliceerd in 1991 door Rolán & Rubio.